# Matricaria chamomilla
La manzanilla de Castilla, manzanilla alemana, dulce o cimarrona (Matricaria chamomilla) es una especie de planta herbácea anual de la familia de las asteráceas. Nativa de Europa y las regiones templadas de Asia, se ha naturalizado en algunas regiones de América y Australia.

## Características
La manzanilla alemana es una planta herbácea, de tallo rectangular, erguido, ramoso, de hasta 50 cm de altura. Presenta hojas alternas, bipinnatisectas, con los folíolos. En posición terminal presenta en verano una inflorescencia en forma de capítulo paniculado. Las flores radiales son unos 20 mm, con la lígula blanca, mientras que los del disco son numerosos, hermafroditas; el receptáculo es hueco y carece de escamas, lo que permite distinguirla fácilmente de la manzanilla bastarda, Anthemis arvensis (L.) Pall. ex M.Bieb.. Las flores son un poco amargas y fragantes.

## Hábitat y distribución
Es nativa de la región de los Balcanes, desde donde se difundió hacia Europa. Está naturalizada en varias regiones de América. Y se cultiva para su uso industrial. Crece con facilidad en suelo bien drenado, con bastante sol; resiste las heladas, la escasez de nutrientes y la acidez del suelo.

## Uso

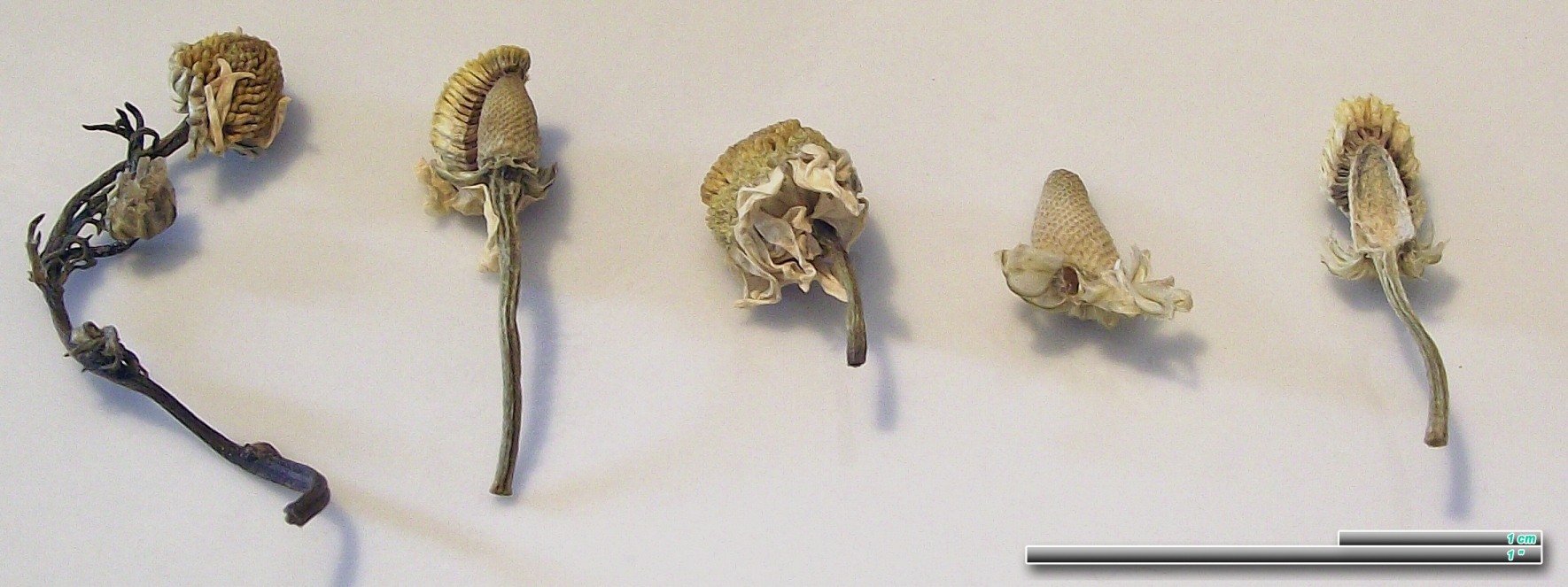
Matricariae flos: flores tal como se usan para hacer la infusión

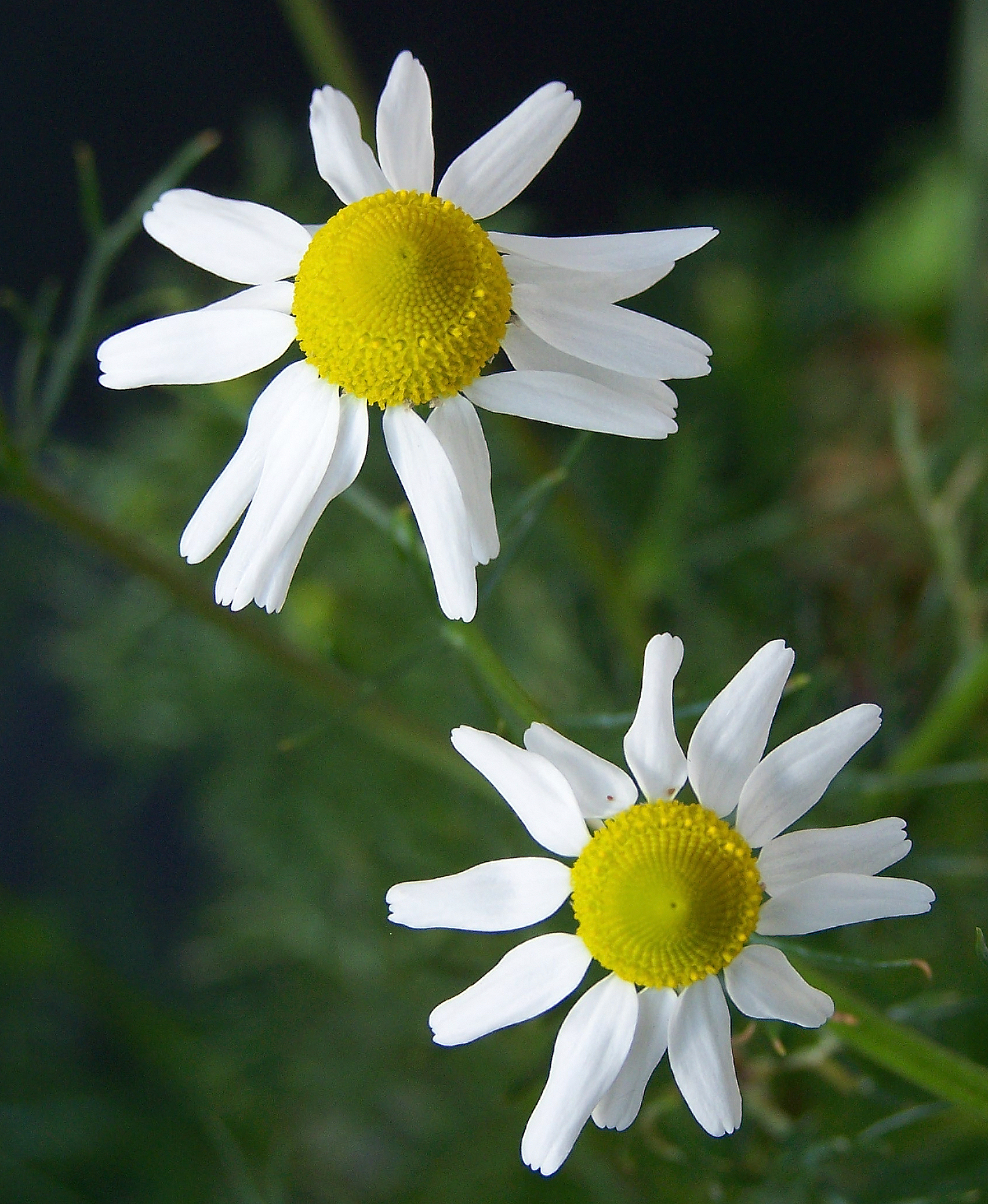
Detalle de las flores

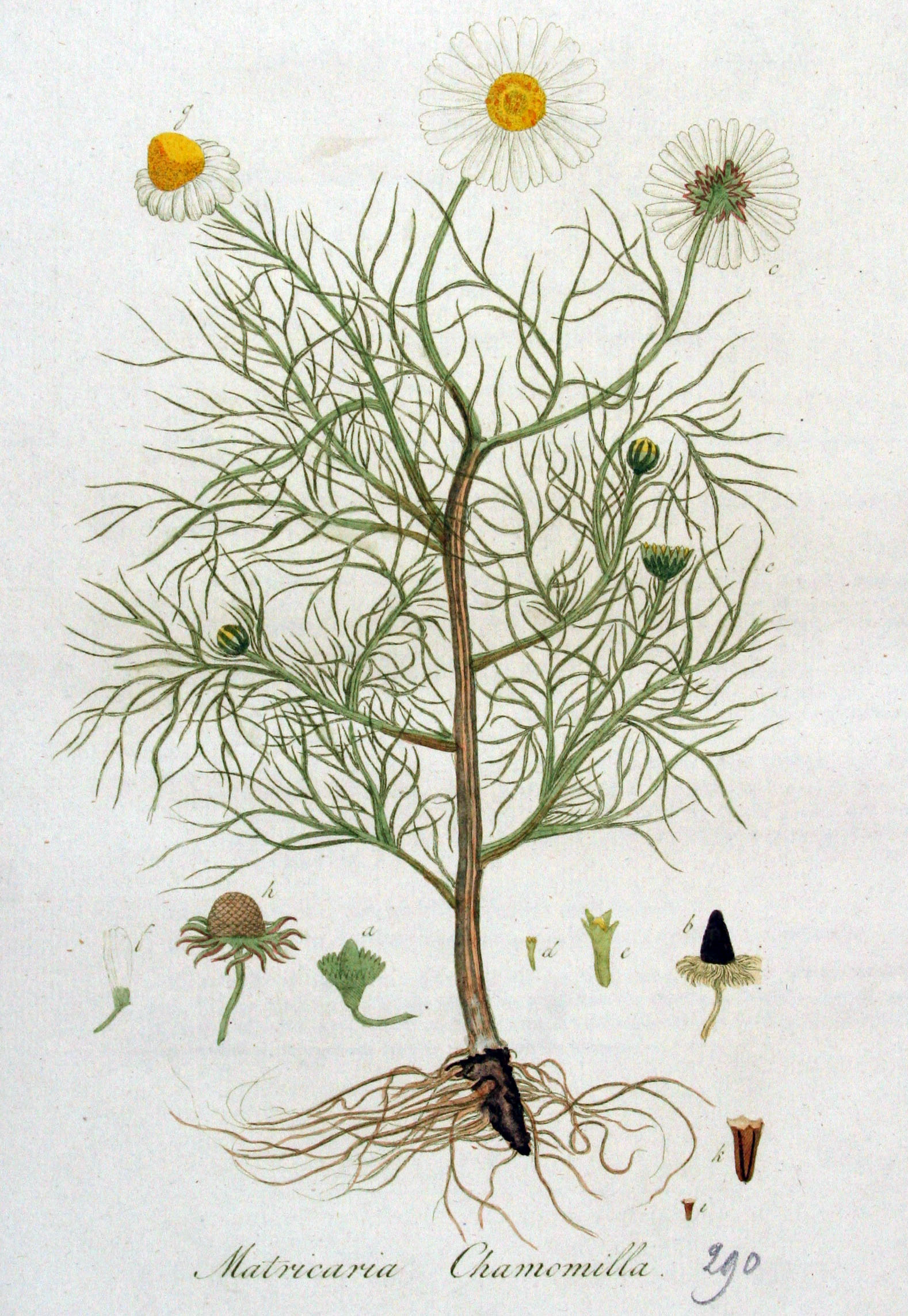
Ilustración

El tallo tierno y las sumidades floridas se usan secos o frescos en infusión (té de manzanilla o té de camomila), la cual es aromática y ligeramente amarga. Con el término Manzanilla se la confunde muchas veces con la manzanilla común, Chamaemelum nobile, y no es claro a cual se refieren los autores al mencionar sus propiedades medicinales, pero se la considera digestiva, carminativa, sedante, tónica, vasodilatadora y antiespasmódica. El aceite esencial se emplea en aromaterapia, y la infusión de las flores igualmente se aplica al cabello para incrementar su color dorado, en especial en niños y niñas. (Su uso en los productos medicinales, productos de belleza etc.).

## Composición
El aceite esencial supone entre un 0,4 y un 1,0% de la planta fresca; contiene sesquiterpenoides (1-alfa-bisabolol y derivados: bisabolóxidos A, B y C, bisabonolóxido A), antecotulide, camazuleno, lactonas sesquiterpénicas, carburos terpénicos (cadineno, cis-espiro-éter y trans-espiro-éter, farneseno), flavonoides (apigenina, luteolina, quercetina y patuletina), cumarinas (dioxicumarina, herniarina, umbeliferona), resinas (triacontano, fitosterina), ácido valeriánico y fenoles.
Se emplea medicinalmente como antiinflamatoria, antiespasmódica y ansiolítica, sin relajación muscular.
Puede provocar dermatitis de contacto en personas sensibles, y se han informado casos de anafilaxis entre alérgicos.

## Taxonomía
Matricaria chamomilla fue descrita por Carlos Linneo y publicado en Species Plantarum 2: 891. 1753.
Etimología
Matricaria: nombre genérico que deriva del latín matrix = "vientre", en referencia a que la planta ha sido utilizada como una cura para los trastornos femeninos.
chamomilla: nombre específico proveniente del latín chamomilla, por chamaemēlon, y este del griego χαμαίμηλον (chamaímēlon); propiamente "manzano de tierra, manzano enano", de χαμαί (chamaí); "en el suelo", y μῆλον (mêlon); "manzano". Utilizado por primera vez en el siglo XIII.
Sinonimia
- Camomilla deflexa Gilib.
- Chamaemelum suaveolens E.H.L.Krause
- Chamaemelum vulgare Bubani
- Chamomilla chamomilla (L.) Rydb.
- Chamomilla courrantiana (DC.)
- Chamomilla officinalis K.Koch
- Chamomilla patens Gilib.
- Chamomilla recutita (L.) Rauschert
- Chamomilla recutita subsp. bayeri
- Chamomilla vulgaris Gray
- Chrysanthemum chamomilla (L.) Bernh.
- Chrysanthemum suaveolens (L.) Cav.
- Courrantia chamomilloides Sch.Bip.
- Matricaria bayeri Kanitz
- Matricaria capitellata Batt. & Pit.
- Matricaria courrantiana DC.
- Matricaria exigua Tuntas
- Matricaria kochiana Sch.Bip.
- Matricaria pusilla Willd.
- Matricaria recutita L.[6]
- Matricaria salina (Schur) Schur
- Matricaria suaveolens L.[7]

## Nombres comunes
- Castellano: amargaza, bastardilla, bonina, camamila, camamila del comercio, camamilda, camamilla, camamirla, camomila, camomilla, chamomilla, corona de rey, magarsa, magarza, magarza común, magarza montesina, magarzuela, manzanilla, manzanilla alemana, manzanilla basta, manzanilla bastarda, manzanilla blanca, manzanilla buena, manzanilla común, manzanilla de Alemania, manzanilla de Aragón, manzanilla de Urgel, manzanilla de los corrales, manzanilla del huerto, manzanilla dulce, manzanilla fina, manzanilla hedionda, manzanilla loca, manzanilla olorosa, manzanilla ordinaria, manzanilla real, manzanilla silvestre, manzanilla vulgar, manzanillón, matricaria hedionda, matricaria loca, ojo de buey, ojo de vaca.[8]